# Hyposidra successaria
Hyposidra successaria är en fjärilsart som beskrevs av Walker 1860. Hyposidra successaria ingår i släktet Hyposidra och familjen mätare. Inga underarter finns listade i Catalogue of Life.